# ガンベロロッソ
ガンベロロッソ(Gambero Rosso)とは、イタリアに所在するグルメ専門の出版社、G.R.H.S.p.Aの登録商標で、月刊誌のタイトル、および、同社のすべての出版物につけられる名称である。そのため、同社そのもの、または、同社発行のガイドブックを指す際に使われることもある。
ガンベロロッソとは、イタリア語で「赤い海老」という意味である。

## メディア

ガンベロロッソ・チャンネル(Gambero Rosso Channel)

イタリア国内のレストランガイド本「リストランティ・ディタリア(Ristoranti d'Italia)」及び、ワインガイド本「ヴィーニ・ディタリア(Vini d'Italia)」等を出版。グルメ専門衛星放送チャンネル「ガンベロロッソ・チャンネル(Gambero Rosso Channel)」も制作運営する。

## 参照
- ミシュランより使える？GamberoRosso大解剖 (イタリア) All About